# David Malouf
David George Joseph Malouf (Brisbane, 20 maart 1934) is een Australische schrijver. Hij won de Neustadt International Prize voor de Literatuur in 2000 voor zijn in 1993 verschenen roman Remembering Babylon, de International IMPAC Dublin Literary Award won Malouf in 1996, hij won de eerste Australië - Asia Literary Award in 2008 en hij werd genomineerd voor de Booker Prize.

## Persoonlijk leven
Malouf werd geboren in Brisbane, Australië, als zoon van een christelijke Libanese vader en een Engels-Portugese moeder van Sefardisch Joodse afstamming.
David Malouf volgde de Brisbane Grammar School en studeerde af aan de Universiteit van Queensland in 1955. Hij gaf les aan zijn oude school en heeft Engels gedoceerd aan de universiteiten van Queensland en Sydney. 
Hij woonde de afgelopen drie decennia in Engeland en in Toscane.

## Carrière
Zijn eerste roman, Johnno (1975), is het semi-autobiografische verhaal van een jonge man die opgroeit in Brisbane tijdens de Tweede Wereldoorlog. Het werd bewerkt voor het podium door La Boite Theatre in 2004. In 1982 kreeg zijn novelle over drie kennissen en hun ervaring van de Eerste Wereldoorlog, Fly Away Peter, de The Age Boek van het Jaar Fiction Prize. Zijn epische roman The Great World (1990) vertelt het verhaal van twee Australiërs en hun relatie te midden van de onrust van de twee wereldoorlogen, met inbegrip van de krijgsgevangenschap door de Japanners tijdens de Tweede Wereldoorlog; deze roman won de Commonwealth Writers' Prize en de Franse Prix Femina. Zijn voor de prestigieuze Britse Booker Prize voorgedragen roman Remembering Babylon (1993) speelt zich af in het noorden van Australië tijdens de jaren 1850 te midden van een gemeenschap van boeren waarvan de Schotse immigrant geïsoleerd bestaan wordt bedreigd door de komst van een vreemdeling, een jonge blanke man die zijn jongensjaren doorbracht bij de Aboriginals. Ook de Commonwealth Writers' Prize (Zuidoost-Azië en Zuid-Pacifische gebied, Best Book) werd door Malouf gewonnen, en in 1996 won het de eerste International IMPAC Dublin Literary Award.
In 2007 verscheen zijn bundel korte verhalen Elke beweging die je maakte. 
Malouf schreef diverse gedichtenbundels, drie verhalenbundels en een toneelstuk, bloedverwanten (1988). Hij heeft libretti geschreven voor de drie opera's (met inbegrip van Voss, een bewerking van de roman met dezelfde naam van de hand van Patrick White en opgevoerd met muziek van Michael Berkeley.
Malouf heeft ook poëzie vertaald. Zo vertaalde en bewerkte hij het gedicht Animula vagula blandula van Hadrianus. 

### Romans
- Johnno (1975)
- An Imaginary Life (1978)
- Fly Away Peter (1982)
- Child's Play (1982)
- Harland's Half Acre (1984)
- The Great World (1990)
- Remembering Babylon (1993)
- The Conversations At Curlow Creek (1996)
- Untold Tales (1999)
- Ransom (2009)

### Korte verhalen
- Antipodes (1983)
- Dream Stuff (2000)
- Every Move You Make (2006)
- The Complete Stories

### Gedichten
- Bicycle and Other Poems (1970)
- Neighbours in a Thicket: Poems (1974)
- Poems 1975-76 (1976)
- Wild Lemons: Poems (1980)
- Selected Poems 1959-1989 (1994)
- Typewriter Music (2007)

### Non-fictie
- 12 Edmondstone St (memoires - 1985)
- A Spirit of Play - Boyer Lectures (1998)
- Made in England

### Toneel
- Blood Relations (1988)

### Libretti
- Voss (1986)
- Mer de Glace (1991)
- Baa Baa Black Sheep (1993)